# Romanització de Menorca
Es denomina romanització de Menorca al procés que va comportar l'ocupació militar romana: la colonització i la gradual aculturació de la població indígena talaiòtica que, al capdavall, portaria a la seva extinció definitiva com a cultura diferenciada.

## Ocupació i colonització
Sembla que les fonts clàssiques justifiquen l'ocupació de Menorca amb l'argument de la pirateria com a única causa de conquesta, si bé Estrabó matisa que els pirates eren forans. 

Hispània Citerior

De fet, el final de la guerra púnica intensificà l'activitat ebusitana a les illes de Mallorca i Menorca, i n'implicà un augment de la incidència. Els èxits de la conquesta romana a Hispània afavoriren un increment del trànsit marítim en direcció a la Península, el qual sovint recalà a Èbusus. Els armadors ebusitans aprofitaren aquesta nova conjuntura per treure profit de la situació i, amb l'ajut de foners baleàrics, sorprenien les naus de comerç que entraven en aigües balears per atacar-les i saquejar-les. La resposta romana no es podia fer esperar. Però malgrat això, la pirateria incomodava el trànsit comercial romà. Així i tot, hi ha més causes que impulsaren als romans a prendre el control de Menorca i Mallorca. El senat romà impulsaria la conquesta militar de les Balears com a part de l'estratègia per a pacificar el Sud de Gàl·lia i Sardenya, fet que es consumà el 120 i 122 aC, respectivament. Quint Cecili Metel va ser qui comandà la flota romana d'ocupació. Trigà 2 anys (fins al 121 aC) per pacificar les illes i posar els fonaments de l'administració romana. En un primer moment l'aportació de colons és escassa, i s'aprofiten els antics emplaçaments d'origen púnic, Iammona (l'actual Ciutadella) i Magona(l'etimologia antroponímica amb relació a Mago, germà d'Hanníbal, i pretès fundador de Maó és errònia; ara es pensa que els fenicis la denominarien així, amb el significat de refugi, empara, protecció, amb relació a les excel·lents condicions portuàries de l'emplaçament), on hi vivien comunitats punicoindígenes (fet que s'aprecia en els jaciments de Trepucó com en les excavacions de la plaça de la Conquesta de Maó), per construir emplaçaments de caràcter militar (castella). És evident que les bones relacions que havien tingut amb el món fenici passen factura, i les civitates romanes menorquines són reduïdes a la condició d'estipendiàries. La condició de civitates stipendiariae les feia estar sotmeses a un règim fiscal de més duresa. També es va fundar Sanisera (a l'actual Port de Sanitja), un port militar per evitar la instal·lació de pirates a la costa septentrional. En canvi, a Mallorca, la bel·licositat dels talaiòtics amb els cartaginesos i els successius actes de suport bèl·lic a les tropes romanes va fer que Roma atorgués més privilegis i aportés més colons a les ciutats que fundaria.

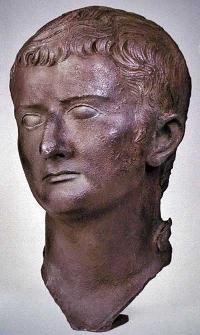
Bust de l'emperador Tiberi trobat a Mago (Maó)

Sigui com sigui, l'any 123 aC Menorca (i l'arxipèlag) es va incorporar a la Hispània Citerior per tot el que afectava l'administració i la fiscalitat. L'any 13 aC August reorganitzà l'esquema provincial hispà establint tres unitats provincials: Bètica, Lusitània i Tarraconense, a la qual pertanyien les insulae Baliares. Tot i això, l'administració provincial romana estava dificultada pels problemes derivats de la insularitat, especialment durant l'hivern, quan les condicions de navegació eren hostils i el mar Mediterrani poc navegable, condició que provocava un mar inoperatiu omare clausum.

## Recursos i explotació econòmica
L'origen talaiòtic i d'influència feniciopúnica dels assentaments romans, i també les dades paleobotàniques, denoten la preexistència d'una cerealocultura a la Menorca ocupada. Determinats recursos eren coneguts i emprats pel món romà, com és el cas de la ceba marina (Urginea maritima), abundant a Menorca i en general a les illes, emprada per a matar rates i com a medicina. També es comercialitzaven caragols (una varietat balear que viu en forats), mel, i llebres.

## Poblament
El poblament rural de Menorca en època posttalaiòtica s'estén especialment sobre el migjorn. En època romana es constata la pervivència de molts dels poblats, als quals corresponen algunes de les necròpolis excavades, en els aixovars de les quals conviuen ceràmiques fetes a mà de tradició indígena amb ceràmiques romanes fins al segle I i II dC. En algunes, com a la de Rafal des Capità, fins al segle V dC.
Les tècniques romanes d'explotació agrària conviuen amb les formes tradicionals d'aprofitament dels recursos. Poblats postalaiòtics i explotacions romanes es juxtaposen, com es pot apreciar a la zona d'Algaiarens, on el poblat d'Es Pujol de sa Taula està situat a uns escassos 450 m d'una explotació romana tradicional.
També es dona l'enfonsament dels centres indígenes d'intercanvi punico-ebussitans, i que la conquesta romana atura, com és el cas de Cales Coves (la fiscalitat romana considerava els antics ports indígenes llocs de comerç irregular o de contraban).
Malgrat la continuïtat en el poblament, una de les conseqüències de la conquesta romana va ser la desestructuració social que va fer que alguns contingents d'indígenes s'integressin en el poblament urbà, tot i que aquest fenomen possiblement es va produir més a Mallorca.
Els romans van construir una via que comunicava les dues principals civitates (actuals Maó i Ciutadella que ells anomenaven Mago i Iammo).

## Les inscripcions epigràfiques

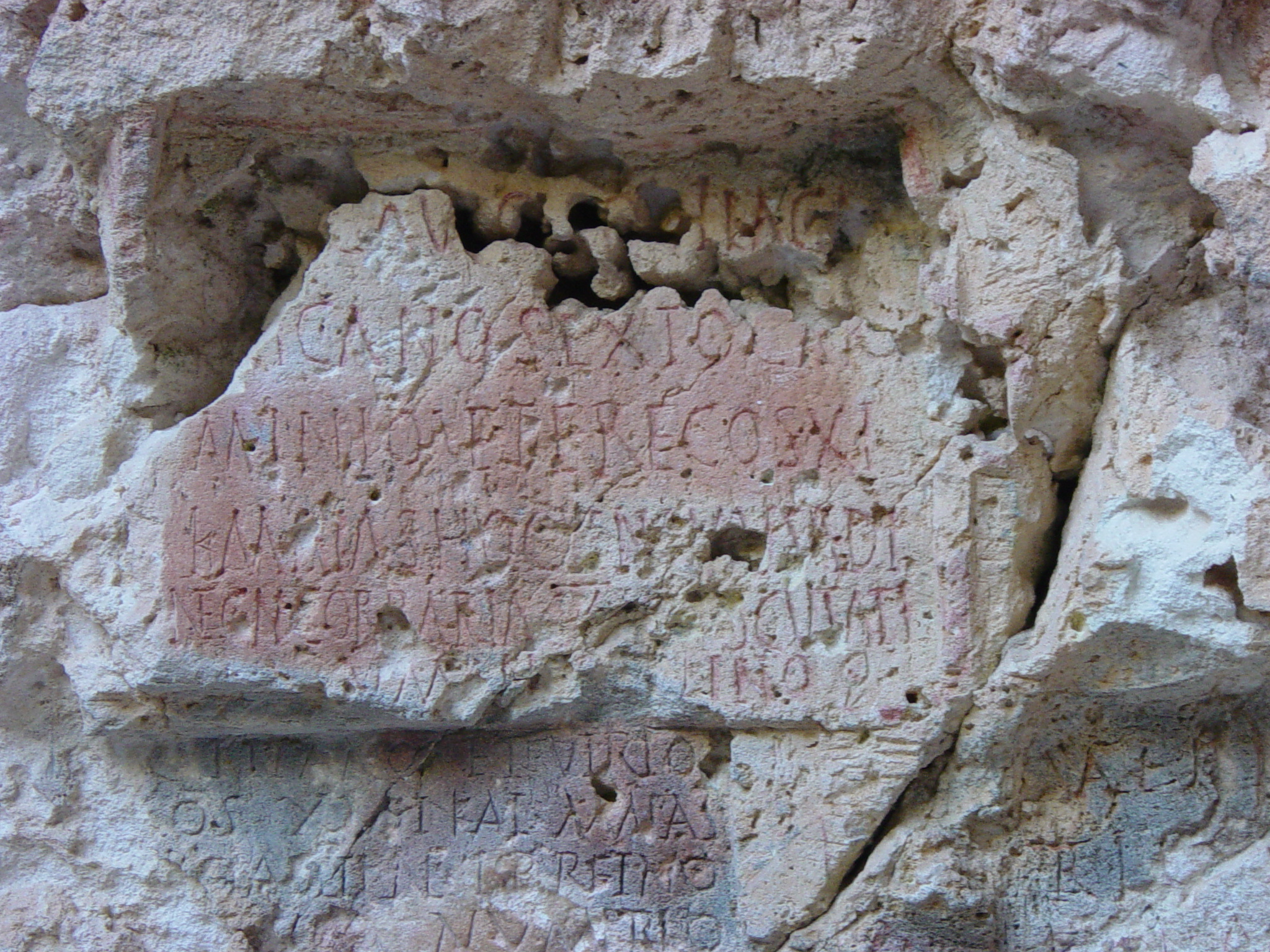
Inscripció epigràfica de Calescoves (Alaior-Menorca)

Tenim a Menorca una sèrie de documents epigràfics estudiats per diversos investigadors com el pare Cristóbal Veny o Marc Mayer, entre d'altres, que ens informen sobre diferents qüestions relacionades amb la Menorca romana. Els documents més coneguts i, alhora, estudiats són els de la Cova dels Jurats de Cales Coves picats a la paret de l'entrada d'una gran cova utilitzada a l'antiguitat possiblement com a santuari. Aquests epígrafs són una sèrie de textos que ens fan pensar en rituals religiosos relacionats amb la fundació de la ciutat de Roma. Les persones que els van escriure repetien un esquema similar. Primer de tot, la datació consular; després una data, en la majoria de casos el 21 d'abril, dia de la fundació de la ciutat, i finalment una sèrie de noms relacionats amb altres càrrecs socials i polítics, com els edils. Molt possiblement els personatges que les van fer tenien un estatus social elevat dins la Menorca romana i arribaven a la cova cada 21 d'abril per celebrar i commemorar la data de la fundació de Roma en aquest santuari.
Són rellevants els epígrafs de Maó, Ciutadella i Sanitja que ens informen de la categoria jurídica d'aquests poblaments com a "ciutats", així com dels noms d'alguns personatges rellevants:
L·FABIO·L·F / QVIR / FABVLLO / AED·IIVIR.III / FLAMINI·DIVOR / AVG·R·P·MAG / OB MVLTA·EIVS / MERITA
TR: A Luci Favi Fàbul, fill de Luci, de la tribu Quirina, edil, duunvir por tres vegades, flamen dels déus, augustal. La República de Maó, pels seus molts mèrits (Inscripció documentada a Maó).
Tenim altres inscripcions repartides per tota l'illa, de les quals també hem de destacar la trobada a la Cova Diodorus del poblat talaiòtic de Torrellafuda o altres inscripcions a les ciutats de Mago, Iamo i Sanissera.

## El nom de Nura
El nom de Nura aplicat a Menorca en un itinerari romà té un origen incert i no se sap realment si era aquest el que s'emprava en el context regional per denominar l'illa. La seva possible procedència autòctona està avalada perquè es van documentar a Sardenya el paleònim Nure i Nura-Nora i el lexema nurac, que ha quedat en "nurake" en sard i en “nurag” en català, la denominació de les torres equivalents a talaiots que hi ha a Sardenya. La relació no és del tot clara perquè la fundació de la colònia fenícia de Nora va ser atribuïda a l'heroi epònim Norax, que va arribar a Sardenya des de Tartessos (actual Andalusia).